# Leo Cappuyns
Leo Cappuyns (Leuven, 20 juni 1920 – Brussel, 4 oktober 1978) was een Belgisch magistraat, vicegouverneur van de provincie Brabant en bestuurder van Vlaamse instellingen en verenigingen.

## Biografie
Leo Cappuyns promoveerde tot doctor in de rechten en behaalde het diploma van licentiaat in de notariële wetenschappen aan de Katholieke Universiteit Leuven. Na zijn studies werd hij advocaat. In 1946 werd hij substituut van de krijsauditeur te velde, in 1947 substituut van de procureur des Konings in Tongeren en in 1957 substituut van de procureur-generaal bij het hof van beroep van Luik.
In 1963 werd hij de eerste vicegouverneur van de provincie Brabant, een ambt dat tot stand kwam dankzij de Hertoginnedal-taalwetten van 1963. Zijn functie hield onder meer het waken over de correcte naleving van deze taalwetten in de hoofdstad in. In praktijk weigerden de Brabantse provinciegouverneur en de minister van Binnenlandse Zaken regelmatig de schorsingsbesluiten van vicegouverneur Cappuyns te bekrachtigen. In zijn kantoor werd een hakenkruis in het blad van de schrijftafel gegrift. In 1967 waarschuwde Cappuyns de regering dat slechts de helft van de Brusselse gemeenten de taalwetten naleefden. Een jaar later legde premier Paul Vanden Boeynants hem een spreekverbod op omdat hij een opdeling van de provincie Brabant in een Vlaams, Waals en Brussels gedeelte voorstelde. Na zijn overlijden volgde Aimé Van Lent hem op.
Cappuyns speelde een rol bij de splitsing van het Koninklijk Conservatorium Brussel in 1967, de oprichting van het Contact- en Cultuurcentrum Brussel en de opneming van Brussel in de programmatie van het Festival van Vlaanderen, waarvan hij voorzitter was. Tevens was hij voorzitter van het Koninklijk Ballet van Vlaanderen, de Hoge Raad voor de Dramatische Kunst, de Orde van den Prince en de Vereniging voor Internationale Relaties.
In 1974 ontving hij de Joost van den Vondelprijs.